# Jules Chauvet
Jules Chauvet (1907-1989) est un négociant-éleveur de vin, installé à La Chapelle-de-Guinchay dans le Beaujolais.
Outre ses qualités de vigneron et de dégustateur, il possédait des compétences de chimiste, acquises à l'école de chimie de Lyon puis auprès de Otto Warburg, avec lequel il entretint une longue correspondance. Il travailla notamment sur les levures, la fermentation malolactique et la macération carbonique.
Pédagogue, spirituel, animé d'une grande force de conviction, il est considéré aujourd'hui comme le père du mouvement des vins naturels. Il laisse une œuvre scientifique sur la chimie du vin et la dégustation, unique au monde. Le tri des archives de ses recherches est toujours en cours. Pour se rendre compte, lire  L'Arôme des vins fins, texte d'une conférence prononcée à la foire des vins de Mâcon en 1950.
Une amicale a été créée après sa mort, en 1990.

## Œuvres
- L'esthétique du vin, Paris, J.-P. Rocher, 2008, 104 p. (ISBN 978-2-917411-14-8).
- Études scientifiques et autres communications : [1949-1988], Paris, J.-P. Rocher, 2007, 193 p. (ISBN 978-2-911361-93-7).
- L'Arôme des vins fins, in Le Vin en question, entretien avec Hans Ulrich Kesselring[2], Jean-Paul Rocher éditeur, Paris, 1998, 108 p.,  (ISBN 978-2-911-36108-1),  réédition aux Éditions de l'Épure, édition bilingue français-anglais, en co-édition avec Marie Rocher,  collection Jules Chauvet, 2018.
- Vins à la carte. millésimes, Paris, J.-P. Rocher, 1998 (ISBN 978-2-911361-07-4).
- La dégustation des vins, son mécanisme et ses lois in Évelyne Léard-Viboux & Lucien Chauvet, Jules Chauvet, naturellement..., Jean-Paul Rocher éditeur, Paris, 2006, 113 p.,  (ISBN 978-2-911361-81-4).
- Le vin en question (version bilingue), Editions de l'Epure, 2018,  (ISBN 9782352552918).
- Vins à la carte.millésimes, tome 1, Editions de l'Epure, 2019,  (ISBN 9782352553090).
- L’esthétique du vin (version bilingue), Editions de l'Epure, 2020,  (ISBN 9782352553106).
- Etudes scientifiques et autres communications,  BBD Editions, 2021,  (ISBN 9791095856115).